# Aeródromo Los Cuatro Diablos
El Aeródromo Los Cuatro Diablos (OACI: SCME) es un terminal aéreo ubicado 10 kilómetros al este de Melipilla, Provincia de Melipilla, Región Metropolitana de Santiago, Chile. Es de propiedad privada.